# هوبوكين
هوبوكين (بالإنجليزية: Hoboken, Georgia)‏ هي مدينة تقع في مقاطعة برانتلي، جورجيا بولاية جورجيا في الولايات المتحدة. تبلغ مساحة هذه المدينة 8.92 (كم²)، وترتفع عن سطح البحر 40 م، بلغ عدد سكانها 528 نسمة في عام 2010 حسب إحصاء مكتب تعداد الولايات المتحدة.

## التركيبة السكانية
حدّد مكتب تعداد الولايات المتحدة بيانات التركيبة السكانية لهوبوكين في تعداد الولايات المتحدة. في ما يلي، التركيبة السكانية حسب تعدادي 2000 و2010.

### تعداد عام 2000
بلغ عدد سكان هوبوكين 463 نسمة بحسب تعداد عام 2000، وبلغ عدد الأسر 183 أسرة وعدد العائلات 142 عائلة مقيمة في المدينة. في حين سجلت الكثافة السكانية 51.9 نسمة لكل كيلومتر مربع (134.4/ميل2). وبلغ عدد الوحدات السكنية 202 وحدة بمتوسط كثافة قدره 22.6 لكل كيلومتر مربع (58.5/ميل2).
وتوزع التركيب العرقي للمدينة بنسبة 88.77% من البيض و8.86% من الأمريكيين الأفارقة و0.22% من الأعراق الأخرى و2.16% من عرقين مختلطين أو أكثر و1.08% من الهسبانيون أو اللاتينيون من أي عرق.
بلغ عدد الأسر 183 أسرة كانت نسبة 36.1% منها لديها أطفال تحت سن الثامنة عشر تعيش معهم، وبلغت نسبة الأزواج القاطنين مع بعضهم البعض 63.9% من أصل المجموع الكلي للأسر، ونسبة 8.7% من الأسر كان لديها معيلات من الإناث دون وجود شريك، بينما كانت نسبة 4.9% من الأسر لديها معيلون من الذكور دون وجود شريكة وكانت نسبة 22.4% من غير العائلات. تألفت نسبة 21.3% من أصل جميع الأسر من عدة أفراد يعيشون في نفس المنزل ونسبة 5.5% كانت تتألف من شخص يعيش بمفرده يبلغ من العمر 65 عاماً أو أكثر. وبلغ متوسط حجم الأسرة المعيشية 2.53، أما متوسط حجم العائلات فبلغ 2.92.
بلغ العمر الوسطي للسكان 39.8 عاماً. وكانت نسبة 24% من القاطنين تحت سن الثامنة عشر، وكانت نسبة 7.8% بين الثامنة عشر والرابعة والعشرين عاماً، ونسبة 24.6% كانت واقعةً في الفئة العمرية ما بين الخامسة والعشرين والرابعة والأربعين عاماً، ونسبة 31.3% كانت ما بين الخامسة والأربعين والرابعة والستين، ونسبة 12.3% كانت ضمن فئة الخامسة والستين عاماً فما فوق. يوجد لكل 100 أنثى 104.9 ذكر، ويوجد لكل 100 أنثى في الثامنة عشر من عمرها فما فوق 96.6 ذكر.
بلغ متوسط دخل الأسرة في المدينة 26,818 دولارًا، أما متوسط دخل العائلة فبلغ 33,750 دولارًا. وكان متوسط دخل الذكور 22,917 دولارًا مقابل 20,089 دولارًا للإناث. وسجل دخل الفرد الخاص بالمدينة 14,496 دولارًا. وكانت نسبة 14.9% من العائلات ونسبة 20% من السكان تحت خط الفقر، وكان من هؤلاء نسبة 26.9% تحت سن الثامنة عشر ونسبة 27.1% في الخامسة والستين من العمر وما فوق.

### تعداد عام 2010
بلغ عدد سكان هوبوكين 528 نسمة بحسب تعداد عام 2010، وبلغ عدد الأسر 206 أسرة وعدد العائلات 151 عائلة مقيمة في المدينة. في حين سجلت الكثافة السكانية 59.2 نسمة لكل كيلومتر مربع (153.3/ميل2). وبلغ عدد الوحدات السكنية 222 وحدة بمتوسط كثافة قدره 24.9 لكل كيلومتر مربع (64.5/ميل2).
وتوزع التركيب العرقي للمدينة بنسبة 95.83% من البيض و3.41% من الأمريكيين الأفارقة و0.38% من الأمريكيين الأصليين و0.38% من عرقين مختلطين أو أكثر و0.38% من الهسبانيون أو اللاتينيون من أي عرق.
بلغ عدد الأسر 206 أسرة كانت نسبة 34.5% منها لديها أطفال تحت سن الثامنة عشر تعيش معهم، وبلغت نسبة الأزواج القاطنين مع بعضهم البعض 54.4% من أصل المجموع الكلي للأسر، ونسبة 12.1% من الأسر كان لديها معيلات من الإناث دون وجود شريك، بينما كانت نسبة 6.8% من الأسر لديها معيلون من الذكور دون وجود شريكة وكانت نسبة 26.7% من غير العائلات. تألفت نسبة 23.8% من أصل جميع الأسر من عدة أفراد يعيشون في نفس المنزل ونسبة 12.1% كانت تتألف من شخص يعيش بمفرده يبلغ من العمر 65 عاماً أو أكثر. وبلغ متوسط حجم الأسرة المعيشية 2.56، أما متوسط حجم العائلات فبلغ 2.97.
بلغ العمر الوسطي للسكان 38.7 عاماً. وكانت نسبة 25.9% من القاطنين تحت سن الثامنة عشر، وكانت نسبة 10.4% بين الثامنة عشر والرابعة والعشرين عاماً، ونسبة 22.5% كانت واقعةً في الفئة العمرية ما بين الخامسة والعشرين والرابعة والأربعين عاماً، ونسبة 23.9% كانت ما بين الخامسة والأربعين والرابعة والستين، ونسبة 17.2% كانت ضمن فئة الخامسة والستين عاماً فما فوق. وتوزع التركيب الجنسي للسكان بنسبة 49.1% ذكور و50.9% إناث.

## وصلات خارجية
- Cities & Counties - Georgia.gov